# Таджура (регіон)
Таджура (араб. تاجورة) — регіон Джибуті.
Адміністративний центр — місто Таджура. Площа регіону становить 7300 км², населення — 86 704 особи (2009).

## Географія
На півночі регіон межує з Еритреєю, на північному заході — з Ефіопією, а також з регіонами Джибуті Дикіль на південному заході й Арта на півдні. На південному сході — узбережжя затоки Таджура.